# 建築限界測定車

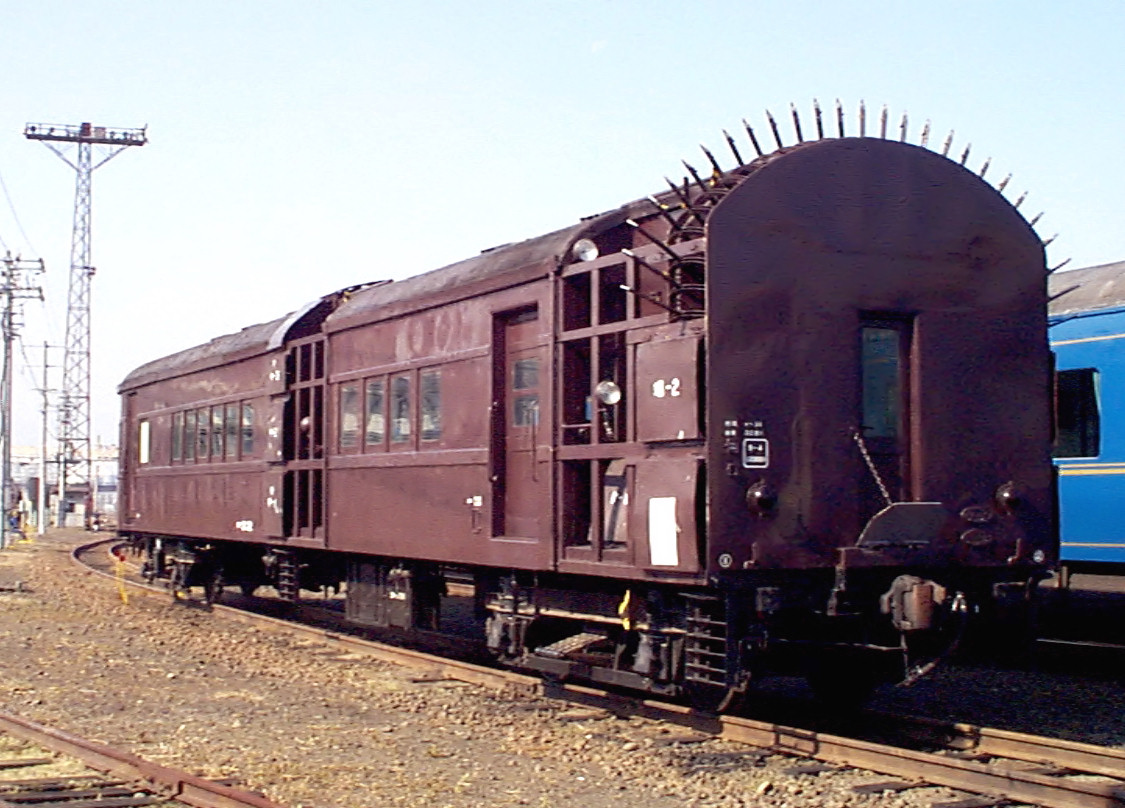
オヤ31形建築限界測定車

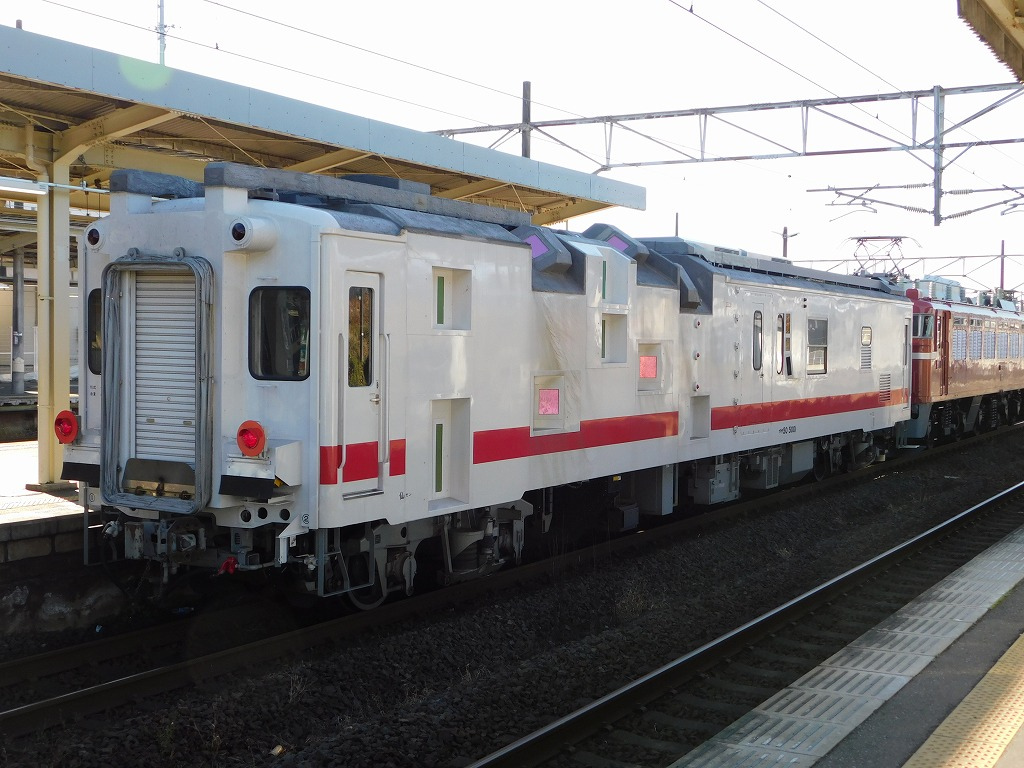
マヤ50 5001 レーザー式建築限界測定車

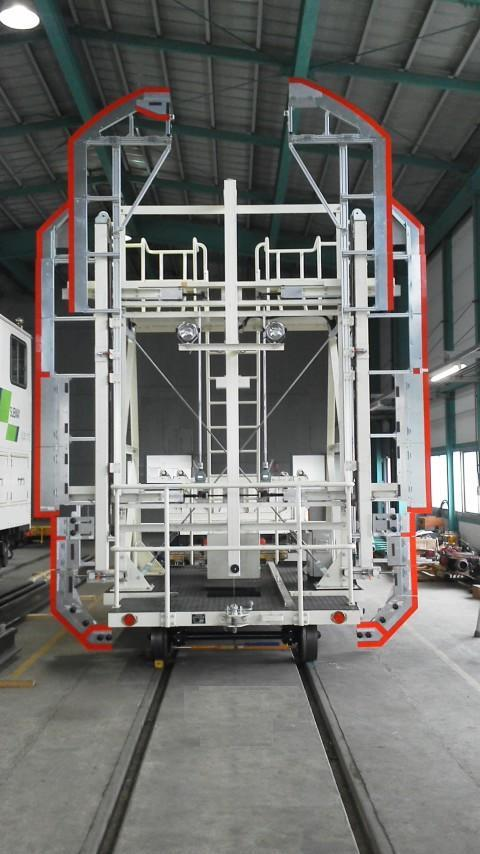
保線トロ型（TOKO式）建築限界測定車

建築限界測定車（けんちくげんかいそくていしゃ、英語：clearance car）は、線路の周りの建築限界が保たれていて、その鉄道の標準の車両限界を満たしている車両が障害物に接触しないことを確認し、保証するための鉄道車両（試験車）である。
現在のものは、これに加えて、実際のクリアランスを測定することによって、鉄道事業者は標準の車両限界を越えたサイズの物を輸送できるか、最大でどの程度のものを輸送できるかを検討することができる。

## 概要
トンネルの内部などが建築限界に合致し、鉄道車両が安全に通過できることの確認は、建設時だけでなく、定期的に行うことが規定により定められているのが一般的である。このための特別な車両が建築限界測定車である。
初期の建築限界測定車は、単に鉄道車両に車両限界の大きさの外形のものを取り付けて、対象とする線路を走行させて、問題なく通過できることでクリアランスが十分あるのを確認するものであった。
後に、建築限界車には断面に沿った周囲のあらゆる方向に、障害物に接触すると折れ曲がる、触角のような矢羽根を取り付けるようになった。これが記録装置と結ばれており、その地点での実際のクリアランスがどの程度であるかを知らせるものであった。多数の矢羽根は花魁（おいらん）の簪（かんざし）にも例えられ、このタイプの測定車はおいらん車と呼ばれることもある。特に、トンネルの内部などを対象にして測定をするための車両は隧道建築限界測定車 (Tunnel clearance car) などと呼ばれる。
さらに近年になると、レーザー装置を取り付けた建築限界車が登場した。レーザー光線の反射により障害物までの距離を計測するものである。また、CCDカメラで画像を自動的に撮影して記録できるものもある。
建築限界測定車により、正確でスピーディーにクリアランスの計測を行うことができる。大きな鉄道事業者のみが所有していることが普通で、小さな鉄道事業者は保線トロ型を所有するか、必要な場合短期間借り受けて使用する。自走可能なものもあれば、他の試験車に組み込まれたり、機関車が牽引したりするものもある。
反対に、現在敷設されている路線の建築限界において、通常の車両限界を超える車体の車両が支障なく通過できるかどうかの判定にも用いられる。例として、車幅は細いが全長が長い「オリエント急行」用客車の日本国内での走行時の検測などがある。